# Canton de Nuits-Saint-Georges
Le canton de Nuits-Saint-Georges est une circonscription électorale française située dans le département de la Côte-d'Or et la région Bourgogne-Franche-Comté.

## Histoire
Un nouveau découpage territorial de la Côte-d'Or entre en vigueur à l'occasion des élections départementales de mars 2015, défini par le décret du 18 février 2014, en application des lois du 17 mai 2013 (loi organique 2013-402 et loi 2013-403). Les conseillers départementaux sont, à compter de ces élections, élus au scrutin majoritaire binominal mixte. Les électeurs de chaque canton élisent au Conseil départemental, nouvelle appellation du Conseil général, deux membres de sexe différent, qui se présentent en binôme de candidats. Les conseillers départementaux sont élus pour 6 ans au scrutin binominal majoritaire à deux tours, l'accès au second tour nécessitant 12,5 % des inscrits au 1er tour. En outre la totalité des conseillers départementaux est renouvelée. Ce nouveau mode de scrutin nécessite un redécoupage des cantons dont le nombre est divisé par deux avec arrondi à l'unité impaire supérieure si ce nombre n'est pas entier impair, assorti de conditions de seuils minimaux. Dans la Côte-d'Or, le nombre de cantons passe ainsi de 43 à 23. Le nombre de communes du canton de Nuits-Saint-Georges passe de 25 à 34. Le nouveau canton de Nuits-Saint-Georges est formé de communes des anciens cantons de Nuits-Saint-Georges et de Gevrey-Chambertin.

## Géographie
Ce canton est organisé autour de Nuits-Saint-Georges dans les arrondissements de Beaune et Dijon. Son altitude varie de 183 m (Villy-le-Moutier) à 607 m (Fussey) pour une altitude moyenne de 246 m.

## Représentation

### Conseillers généraux de 1833 à 2015
| Période     | Période          | Identité                                | Étiquette               | Qualité |
| ----------- | ---------------- | --------------------------------------- | ----------------------- | --- |
| 1833        | 1838 (décès)     | Thomas Forey                            |                         | Notaire à Nuits-Saint-Georges |
| 1838        | 1848             | Jacques Duret (1794-1874)               |                         | Docteur en médecine, biologiste, archéologue Maire de Nuits-Saint-Georges, conseiller d'arrondissement                                           |
| 1848        | 1849 (démission) | Antoine Ligeret                         |                         | Propriétaire négociant à Nuits-Saint-Georges, conseiller d'arrondissement                                                                        |
| 1849        | 1852             | Gustave Gueisweiller                    |                         | Propriétaire, maire de Nuits-Saint-Georges |
| 1852        | 1861 (décès)     | Julien, dit Jules Ouvrard               | Ind.                    | Propriétaire du Clos-Vougeot à Nuits-Saint-Georges député (1852-1861)                                                                            |
| 1861        | 1866             | Joseph Barberot                         |                         | Propriétaire - Maire de Corgoloin |
| 1866        | 1870             | Paul Eugène Dupont                      |                         | Négociant en vins Maire de Nuits-Saint-Georges                                                                                                   |
| 1870        | 1877             | Joseph Barberot                         | Républicain             | Propriétaire - Maire de Corgoloin |
| 1877        | 1889             | Philibert Caumont-Bréon                 | Républicain             | Propriétaire à Meuilley |
| 1889        | 1913 (décès)     | Jean-Baptiste Bouhey-Allex              | Socialiste              | Cultivateur et vigneron à Villers-la-Faye, conseiller d'arrondissement Conseiller municipal de Dijon (1908-1912) Député (1902-1906 et 1910-1913) |
| 1913        | 1919             | François Rodier                         | Soc.ind.                | Propriétaire-viticulteur à Villars-Fontaine, conseiller d'arrondissement                                                                         |
| 1919        | 1931             | Henri Gouroux                           | Rad.                    | Viticulteur, Maire de Flagey-Echézeaux |
| 1931        | 1940             | Jean Bouhey (fils de J.B. Bouhey-Allex) | SFIO                    | Viticulteur-négociant, maire de Villers-la-Faye (1929-1947) Député (1936-1940)                                                                   |
|             |                  |                                         |                         | |
| 1943        | 1945             | Albert Cartron                          |                         | Maire de Nuits-Saint-Georges Nommé conseiller départemental en 1942                                                                              |
|             |                  |                                         |                         | |
| 1945        | 1949             | Jean Bouhey                             | SFIO                    | Maire (1945-1947) puis Conseiller municipal de Villers-la-Faye,ancien résistant Député (1945-1958) Président du Conseil général (1945-1946)      |
| 1949        | 1955             | Pierre Barbier                          | DVD                     | Adjoint au maire de Nuits-Saint-Georges |
| 1955        | 1969 (décès)     | Henri Écard                             | SFIO puis Centre gauche | Agriculteur Maire d'Arcenant |
| 11 mai 1969 | 1992             | Bernard Barbier                         | RI puis UDF             | Négociant en vins Sénateur (1979-1998) Maire de Nuits-Saint-Georges (1969-1995)                                                                  |
| 1992        | 2004             | Jean Clerc                              | DVD                     | Responsable de la rédaction du journal Le Bien Public Maire de Gilly-lès-Cîteaux                                                                 |
| 2004        | 2015             | Pierre-Alexandre Privolt                | DVG                     | Conseiller formation Maire de Villers-la-Faye (2001-2020)                                                                                        |

### Conseillers d'arrondissement (de 1833 à 1940)
| Période                                  | Période      | Identité                  | Étiquette                  | Qualité |
| ---------------------------------------- | ------------ | ------------------------- | -------------------------- | --- |
| 1833                                     | 1838         | Jacques Duret (1794-1874) |                            | Médecin, botaniste, archéologue à Nuits-Saint-Georges                                                       |
| 1838                                     | 1848         | Antoine Ligeret-Kress     |                            | Propriétaire négociant à Nuits-Saint-Georges                                                                |
| 1848                                     | 1871         | Pierre Leflaive-Gantheret |                            | Propriétaire à Agencourt                                                                                    |
| 1871                                     | 1874         | Louis Alotte              | Conservateur               | Banquier à Nuits-Saint-Georges                                                                              |
| 1874                                     | 1883         | François Martin-Echemann  |                            | Meunier à Argilly                                                                                           |
| 1883                                     | 1889         | Jean-Baptiste Bouhey-Alex | Radical                    | Propriétaire viticulteur à Villers-la-Faye                                                                  |
| 1889                                     | 1895         | Ernest Polack             | Radical                    | Négociant en vins à Nuits-Saint-Georges, propriétaire à Dijon                                               |
| 1895                                     | 1907         | Pierre Camuzet            |                            | Propriétaire à Vosne-Romanée                                                                                |
| 1907                                     | 1913         | François Rodier           | Soc.ind                    | Propriétaire à Villars-Fontaine, Président du Conseil d'arrondissement                                      |
| 1913                                     | 1919         | Henri Challand            |                            | Viticulteur, industriel, négociant à Nuits-Saint-Georges                                                    |
| 1919                                     | 1920 (décès) | Camille Pommerat          |                            | Vétérinaire à Nuits-Saint-Georges                                                                           |
| 5 décembre 1920                          | 1934         | Albert Noirot (1875-1943) | SFIO puis PC-SFIC puis USC | Viticulteur à Vosne-Romanée, Président du syndicat viticole                                                 |
| 1934                                     | 1940         | Raymond Petit             | SFIO                       | Propriétaire viticulteur à Arcenant et à Flagey-Echézeaux                                                   |
| 1940                                     |              |                           |                            | Les conseils d'arrondissement ont été suspendus par la loi du 12 octobre 1940 et n'ont jamais été réactivés |
| Les données manquantes sont à compléter. |              |                           |                            | |

### Conseillers départementaux depuis 2015
| Période élective | Période élective | Mandat | Mandat   | Identité        | Nuance | Nuance | Qualité |
| ---------------- | ---------------- | ------ | -------- | --------------- | ------ | ------ | --- |
| 2015             | 2021             | 2015   | 2021     | Valérie Dureuil |        | DVD    | Maire de Magny-lès-Villers Vice-présidente de la Communauté de communes du Pays de Nuits-Saint-Georges                                       |
| 2015             | 2021             | 2015   | 2021     | Hubert Poullot  |        | LR     | Maire de Saint-Philibert Président de la Communauté de communes du Sud Dijonnais Suppléant d'Alain Suguenot, Député de la 5e circonscription |
| 2021             | 2028             | 2021   | en cours | Valérie Dureuil |        | DVD    | Conseillère sortante |
| 2021             | 2028             | 2021   | en cours | Hubert Poullot  |        | LR     | Conseiller sortant, 9ème Vice-Président du conseil départemental                                                                             |

### Résultats détaillés

#### Élections de mars 2015
À l'issue du 1er tour des élections départementales de 2015, trois binômes sont en ballottage : Valérie Dureuil et Hubert Poullot (Union de la Droite, 36,25 %), Marie-Christine Garnier et Pierre-Alexandre Privolt (Union de la Gauche, 34,96 %) et Richard André et Françoise Mulot (FN, 28,79 %). Le taux de participation est de 54,28 % (8 214 votants sur 15 134 inscrits) contre 53,86 % au niveau départemental et 50,17 % au niveau national.
Au second tour, Valérie Dureuil et Hubert Poullot (Union de la Droite) sont élus avec 39,38 % des suffrages exprimés et un taux de participation de 56,86 % (3 292 voix pour 8 604 votants et 15 133 inscrits).

#### Élections de juin 2021
Le premier tour des élections départementales de 2021 est marqué par un très faible taux de participation (33,26 % au niveau national). Dans le canton de Nuits-Saint-Georges, ce taux de participation est de 36,28 % (5 609 votants sur 15 459 inscrits) contre 36,24 % au niveau départemental. À l'issue de ce premier tour, deux binômes sont en ballottage : Valérie Dureuil et Hubert Poullot (DVD, 47,51 %) et Isabelle Chapuilliot et Jean-Luc Porte (DVG, 32,19 %).
Le second tour des élections est marqué une nouvelle fois par une abstention massive équivalente au premier tour. Les taux de participation sont de 34,3 % au niveau national, 37,05 % dans le département et 37,29 % dans le canton de Nuits-Saint-Georges. Valérie Dureuil et Hubert Poullot (DVD) sont élus avec 61,47 % des suffrages exprimés (3 304 voix pour 5 766 votants et 15 463 inscrits),,. 

## Composition

### Composition avant 2015
Le canton de Nuits-Saint-Georges regroupait 25 communes.
| Nom                             | Code Insee | Codepostal | Superficie (km2) | Population (dernière pop. légale) | Densité (hab./km2) |
| ------------------------------- | ---------- | ---------- | ---------------- | --------------------------------- | ------------------ |
| Nuits-Saint-Georges (chef-lieu) | 21464      | 21700      | 20,50            | 5 566 (2012)                      | 272                |
| Agencourt                       | 21001      | 21700      | 4,20             | 433 (2012)                        | 103                |
| Arcenant                        | 21017      | 21700      | 10,12            | 510 (2012)                        | 50                 |
| Argilly                         | 21022      | 21700      | 34,12            | 459 (2012)                        | 13                 |
| Boncourt-le-Bois                | 21088      | 21700      | 7,58             | 287 (2012)                        | 38                 |
| Chaux                           | 21162      | 21700      | 7,04             | 441 (2012)                        | 63                 |
| Comblanchien                    | 21186      | 21700      | 3,61             | 684 (2012)                        | 189                |
| Corgoloin                       | 21194      | 21700      | 12,58            | 894 (2012)                        | 71                 |
| Flagey-Echézeaux                | 21267      | 21640      | 8,06             | 473 (2012)                        | 59                 |
| Fussey                          | 21289      | 21700      | 7,73             | 116 (2012)                        | 15                 |
| Gerland                         | 21294      | 21700      | 20,68            | 414 (2012)                        | 20                 |
| Gilly-lès-Cîteaux               | 21297      | 21640      | 11,03            | 646 (2012)                        | 59                 |
| Magny-lès-Villers               | 21368      | 21700      | 3,83             | 254 (2012)                        | 66                 |
| Marey-lès-Fussey                | 21384      | 21700      | 3,97             | 61 (2012)                         | 15                 |
| Meuilley                        | 21409      | 21700      | 6,10             | 453 (2012)                        | 74                 |
| Premeaux-Prissey                | 21506      | 21700      | 9,05             | 499 (2012)                        | 55                 |
| Quincey                         | 21517      | 21700      | 5,57             | 439 (2012)                        | 79                 |
| Saint-Bernard                   | 21542      | 21700      | 3,69             | 484 (2012)                        | 131                |
| Saint-Nicolas-lès-Cîteaux       | 21564      | 21700      | 28,93            | 415 (2012)                        | 14                 |
| Villars-Fontaine                | 21688      | 21700      | 2,89             | 121 (2012)                        | 42                 |
| Villebichot                     | 21691      | 21700      | 10,36            | 370 (2012)                        | 36                 |
| Villers-la-Faye                 | 21698      | 21700      | 5,84             | 404 (2012)                        | 69                 |
| Villy-le-Moutier                | 21708      | 21250      | 20,13            | 347 (2012)                        | 17                 |
| Vosne-Romanée                   | 21714      | 21700      | 3,69             | 380 (2012)                        | 103                |
| Vougeot                         | 21716      | 21640      | 0,88             | 181 (2012)                        | 206                |

### Composition depuis 2015
Le nouveau canton de Nuits-Saint-Georges comprenait 34 communes entières à sa création.
| Nom                                         | Code Insee | Intercommunalité                                  | Superficie (km2) | Population (dernière pop. légale) | Densité (hab./km2) | Modifier                                    |
| ------------------------------------------- | ---------- | ------------------------------------------------- | ---------------- | --------------------------------- | ------------------ | ------------------------------------------- |
| Nuits-Saint-Georges (bureau centralisateur) | 21464      | CC de Gevrey-Chambertin et de Nuits-Saint-Georges | 20,50            | 5 263 (2022)                      | 257                | modifier les données · modifier les données |
| Agencourt                                   | 21001      | CC de Gevrey-Chambertin et de Nuits-Saint-Georges | 4,20             | 428 (2022)                        | 102                | modifier les données · modifier les données |
| Arcenant                                    | 21017      | CC de Gevrey-Chambertin et de Nuits-Saint-Georges | 10,12            | 510 (2022)                        | 50                 | modifier les données · modifier les données |
| Argilly                                     | 21022      | CC de Gevrey-Chambertin et de Nuits-Saint-Georges | 34,12            | 540 (2022)                        | 16                 | modifier les données · modifier les données |
| Barges                                      | 21048      | CC de Gevrey-Chambertin et de Nuits-Saint-Georges | 3,85             | 656 (2022)                        | 170                | modifier les données · modifier les données |
| Boncourt-le-Bois                            | 21088      | CC de Gevrey-Chambertin et de Nuits-Saint-Georges | 7,58             | 272 (2022)                        | 36                 | modifier les données · modifier les données |
| Broindon                                    | 21113      | CC de Gevrey-Chambertin et de Nuits-Saint-Georges | 4,64             | 197 (2022)                        | 42                 | modifier les données · modifier les données |
| Chaux                                       | 21162      | CC de Gevrey-Chambertin et de Nuits-Saint-Georges | 7,04             | 484 (2022)                        | 69                 | modifier les données · modifier les données |
| Comblanchien                                | 21186      | CC de Gevrey-Chambertin et de Nuits-Saint-Georges | 3,61             | 604 (2022)                        | 167                | modifier les données · modifier les données |
| Corcelles-lès-Cîteaux                       | 21191      | CC de Gevrey-Chambertin et de Nuits-Saint-Georges | 6,75             | 831 (2022)                        | 123                | modifier les données · modifier les données |
| Corgoloin                                   | 21194      | CC de Gevrey-Chambertin et de Nuits-Saint-Georges | 12,58            | 968 (2022)                        | 77                 | modifier les données · modifier les données |
| Épernay-sous-Gevrey                         | 21246      | CC de Gevrey-Chambertin et de Nuits-Saint-Georges | 5,47             | 156 (2022)                        | 29                 | modifier les données · modifier les données |
| Flagey-Echézeaux                            | 21267      | CC de Gevrey-Chambertin et de Nuits-Saint-Georges | 8,06             | 494 (2022)                        | 61                 | modifier les données · modifier les données |
| Fussey                                      | 21289      | CC de Gevrey-Chambertin et de Nuits-Saint-Georges | 7,73             | 122 (2022)                        | 16                 | modifier les données · modifier les données |
| Gerland                                     | 21294      | CC de Gevrey-Chambertin et de Nuits-Saint-Georges | 20,68            | 441 (2022)                        | 21                 | modifier les données · modifier les données |
| Gilly-lès-Cîteaux                           | 21297      | CC de Gevrey-Chambertin et de Nuits-Saint-Georges | 11,03            | 729 (2022)                        | 66                 | modifier les données · modifier les données |
| Magny-lès-Villers                           | 21368      | CC de Gevrey-Chambertin et de Nuits-Saint-Georges | 3,83             | 233 (2022)                        | 61                 | modifier les données · modifier les données |
| Marey-lès-Fussey                            | 21384      | CC de Gevrey-Chambertin et de Nuits-Saint-Georges | 3,97             | 84 (2022)                         | 21                 | modifier les données · modifier les données |
| Meuilley                                    | 21409      | CC de Gevrey-Chambertin et de Nuits-Saint-Georges | 6,10             | 420 (2022)                        | 69                 | modifier les données · modifier les données |
| Noiron-sous-Gevrey                          | 21458      | CC de Gevrey-Chambertin et de Nuits-Saint-Georges | 6,56             | 1 143 (2022)                      | 174                | modifier les données · modifier les données |
| Premeaux-Prissey                            | 21506      | CC de Gevrey-Chambertin et de Nuits-Saint-Georges | 9,05             | 372 (2022)                        | 41                 | modifier les données · modifier les données |
| Quincey                                     | 21517      | CC de Gevrey-Chambertin et de Nuits-Saint-Georges | 5,57             | 499 (2022)                        | 90                 | modifier les données · modifier les données |
| Saint-Bernard                               | 21542      | CC de Gevrey-Chambertin et de Nuits-Saint-Georges | 3,69             | 460 (2022)                        | 125                | modifier les données · modifier les données |
| Saint-Nicolas-lès-Cîteaux                   | 21564      | CC de Gevrey-Chambertin et de Nuits-Saint-Georges | 28,93            | 390 (2022)                        | 13                 | modifier les données · modifier les données |
| Saint-Philibert                             | 21565      | CC de Gevrey-Chambertin et de Nuits-Saint-Georges | 4,72             | 542 (2022)                        | 115                | modifier les données · modifier les données |
| Saulon-la-Chapelle                          | 21585      | CC de Gevrey-Chambertin et de Nuits-Saint-Georges | 9,99             | 1 030 (2022)                      | 103                | modifier les données · modifier les données |
| Saulon-la-Rue                               | 21586      | CC de Gevrey-Chambertin et de Nuits-Saint-Georges | 4,53             | 707 (2022)                        | 156                | modifier les données · modifier les données |
| Savouges                                    | 21596      | CC de Gevrey-Chambertin et de Nuits-Saint-Georges | 3,09             | 377 (2022)                        | 122                | modifier les données · modifier les données |
| Villars-Fontaine                            | 21688      | CC de Gevrey-Chambertin et de Nuits-Saint-Georges | 2,89             | 115 (2022)                        | 40                 | modifier les données · modifier les données |
| Villebichot                                 | 21691      | CC de Gevrey-Chambertin et de Nuits-Saint-Georges | 10,36            | 403 (2022)                        | 39                 | modifier les données · modifier les données |
| Villers-la-Faye                             | 21698      | CC de Gevrey-Chambertin et de Nuits-Saint-Georges | 5,84             | 400 (2022)                        | 68                 | modifier les données · modifier les données |
| Villy-le-Moutier                            | 21708      | CC de Gevrey-Chambertin et de Nuits-Saint-Georges | 20,13            | 330 (2022)                        | 16                 | modifier les données · modifier les données |
| Vosne-Romanée                               | 21714      | CC de Gevrey-Chambertin et de Nuits-Saint-Georges | 3,69             | 341 (2022)                        | 92                 | modifier les données · modifier les données |
| Vougeot                                     | 21716      | CC de Gevrey-Chambertin et de Nuits-Saint-Georges | 0,88             | 153 (2022)                        | 174                | modifier les données · modifier les données |
| Canton de Nuits-Saint-Georges               | 2120       |                                                   | 301,78           | 20 694 (2022)                     | 69                 | modifier les données                        |

## Démographie

### Démographie avant 2015
| 1962   | 1968   | 1975   | 1982   | 1990   | 1999   | 2006   | 2011   | 2012   |
| ------ | ------ | ------ | ------ | ------ | ------ | ------ | ------ | ------ |
| 10 920 | 11 321 | 11 854 | 12 773 | 13 790 | 14 382 | 14 696 | 15 361 | 15 331 |

### Démographie depuis 2015
En 2022, le canton comptait 20 694 habitants, en évolution de −0,23 % par rapport à 2016 (Côte-d'Or : +0,82 %, France hors Mayotte : +2,11 %).
| 2013   | 2018   | 2022   |
| ------ | ------ | ------ |
| 20 677 | 20 763 | 20 694 |